# Економіка природокористування
Еконо́міка природокори́стування — це наука про раціональне та ефективне використання природних ресурсів, наука про організацію дієвої системи охорони навколишнього середовища.

## Сфери інтересів
Предмет економіки природокористування — це виробничі відносини людей в галузі використання, відтворення природних ресурсів, охорони навколишнього середовища, а у вужчому розумінні - специфічні прояви економічних законів, а також закономірностей і тенденції розвитку цих відносин в аспекті причинно-наслідкових зв'язків суспільства і природи.

## Мета
Метою дисципліни є формування пріоритетів та обґрунтування шляхів досягнення такого соціально-економічного розвитку, за якого забезпечується збалансоване функціонування екосоціосистем.

## Завдання
Завдання економіки природокористування такі:
- вивчення економічних аспектів взаємодії суспільства і природи;
- аналіз сучасних протиріч між потребами соціально-економічного розвитку і можливостями екосистем;
- аналіз спроможності ринкової системи забезпечити ефективне розміщення ресурсів довкілля;
- включення ресурсів довкілля в цінову систему на основі визначення економічної цінності компонентів довкілля;
- обґрунтування важелів для коригування неефективності ринку при використанні екологічних благ;
- розробка методології і методики економічного обґрунтування оптимальних напрямів соціально-економічного розвитку з врахуванням екологічних обмежень;
- пошук шляхів підвищення еколого-економічної ефективності народного господарства.

## Парадигми «Економіки природокористування»
Існують три основні парадигми «економіки природокористування».
Перша парадигма ґрунтується на ідеї про те, що найкращим є мінімальне використання природних ресурсів. Згідно з принципом «мінімізації впливу», права на використання ресурсів повинні знаходитися в руках локальних груп населення, тобто людей, що проживають у невеликих поселеннях і зацікавлених в тому, щоб жити в гармонії з природою.
Друга парадигма ґрунтується на ідеї оптимального використання природних ресурсів. Під оптимальністю розуміється вилучення з природи такого обсягу ресурсів, яке дозволяє кожному члену зрісного суспільства неухильно підвищувати рівень свого добробуту (невеликий, але однаковий приріст щорічного споживання для суспільства).
Третя парадигма ґрунтується на принципі максимізації використання природних ресурсів для максимально можливого збільшення добробуту населення. Згідно з цією парадигмою, всі члени суспільства прагнуть до максимізації використання природних ресурсів.